# Заклинская, Елена Дмитриевна
Елена Дмитриевна Заклинская (Грунвальд; 20 марта [2 апреля] 1910, Владивосток — 10 октября 1989, Москва) — советский учёный-геолог, палеофитолог, палинолог, доктор геолого-минералогических наук, профессор, лауреат Сталинской премии (1951).

## Биография
Родилась 20 марта (2 апреля) 1910 года во Владивостоке в семье дворянина инженера-электрика Д. Д. Заклинского (1876—1928) и преподавателя английского языка Александры Николаевны (1886—1943). С 1918 года семья жила в Москве.
В 1928 году кончила в Москве школу 10-летку.
Поступила в Консерваторию, но ушла из-за травмы руки. Поступила в Медицинский институт.
Затем перевелась на географический факультет МГУ (1930—1936), кафе где проучилась на кафедре три курса.
В 1931—1932 годах студенткой работала в составе Байкальской геохимической экспедиции ЛИГЕМ АН СССР по изучению пегматитовых жил под руководством академика А. Е. Ферсмана.
В палеонтологии с 1932 года Тема научных исследований: «позднемеловые-кайнозойские флоры СССР, морфология пыльцы и спор современных растений; пыльца и споры из четвертичных, третичных и мезозойских отложений Западной Сибири, Казахстана, Северного Предкавказья».
В 1938—1939 годах была в ссылке на Колыме, куда вместе с двумя детьми последовала вслед за репрессированным мужем.
С 1939 года научный сотрудник Института геологических наук АН СССР (с 1956 года реорганизован в Геологический институт АН СССР).
Руководила Лабораторией палинологии в Отделе четвертичной геологии.
21 января 1955 года защитила кандидатскую диссертацию по теме «Стратиграфическое значение пыльцы голосеменных кайнозойских отложений Павлодарского Прииртышья и Северного Приаралья».
C 1956 года — организатор и руководитель лаборатории палеофлористики (спорово-пыльцевого анализа) в ГИН АН СССР.
В апреле 1964 года защитила докторскую диссертацию «Пыльца покрытосеменных и её значение дли обоснования стратиграфии верхнего мела и палеогена», которая стала обобщением научных исследований в области биостратиграфии и палинологии кайнофита Казахстана.
С 1969 года — заведующая кабинетом палинологии ГИН АН СССР.
В 1979 году вышла на пенсию, но продолжила работу в ГИН АН СССР до 1981 года в лаборатории палеофлористики.
Была в научных командировках (1957 — Польша, 1959 — Китай, 1962 — Венгрия, 1964—1965 — Индоокеанская экспедиция на судне «Витязь» (36 рейс), 1966 — ГДР, Голландия, 1969 — Венгрия, 1972 — Румыния, 1976—1977 — Индия).
Скончалась 10 октября 1989 года, после тяжёлой болезни. Похоронена на Новодевичьем кладбище рядом с родителями.

## Семья
Мужья:
1. до 1931 — Гаврусевич, Борис Александрович (1908—1965), геолог.
2. до 1943 — Грунвальд, Всеволод Петрович (1908—1975), геолог, репрессирован (1938—1940).

Дети:
- Заклинский, Андрей Борисович (1932-)
- Заклинский, Георгий Всеволодович (род. 1937) — Заслуженный метеоролог Российской Федерации

## Награды и премии
- 1945 — Почётная грамота в связи с 220-летием Академии наук СССР
- 1945 — Медаль «За доблестный труд в Великой Отечественной войне 1941—1945 гг.»
- 1947 — Медаль «В память 800-летия Москвы»
- 1951 — Сталинская премия II степени, за книгу (в числе соавторов) «Пыльцевой анализ»[8]
- 1970 — Медаль «В ознаменование 100-летия со дня рождения Владимира Ильича Ленина»
- 1975 — Победитель социалистического соревнования (Президиум АН СССР)
- 1975 — Юбилейная медаль «Тридцать лет Победы в Великой Отечественной войне 1941—1945 гг.».

## Членство в организациях
- Член Совета Международного Палинологическогои Комитета.
- Вице-президент Международной палинологической комиссии[9].
- Председатель Национальной Палинологической Комиссии.
- Всесоюзное ботаническое общество — учёный секретарь отделения.